# Saint-Mards-de-Blacarville
Saint-Mards-de-Blacarville ist eine französische Gemeinde mit 856 Einwohnern (Stand: 1. Januar 2022) im Département Eure in der Region Normandie. Die Gemeinde gehört zum Kanton Pont-Audemer. Die Einwohner werden Triquevillais genannt.

## Geografie
Saint-Mards-de-Blacarville liegt etwa 32 Kilometer ostsüdöstlich von Le Havre im Roumois. Der Risle begrenzt die Gemeinde im Südwesten. Umgeben wird Saint-Mards-de-Blacarville von den Nachbargemeinden Bouquelon im Norden und Nordwesten, Le Perrey im Nordosten, Manneville-sur-Risle im Osten und Südosten, Pont-Audemer im Süden, Toutainville im Südwesten sowie Saint-Sulpice-de-Grimbouville im Westen.
Durch den Westen der Gemeinde führt die Autoroute A13.
| Jahr      | 1962 | 1968 | 1975 | 1982 | 1990 | 1999 | 2006 | 2013 |
| --------- | ---- | ---- | ---- | ---- | ---- | ---- | ---- | ---- |
| Einwohner | 507  | 535  | 644  | 725  | 796  | 756  | 747  | 785  |

## Sehenswürdigkeiten
- Kirche Saint-Thivaut-et-Saint-Médard
- Schloss Saint-Mards aus dem 16. Jahrhundert, Monument historique

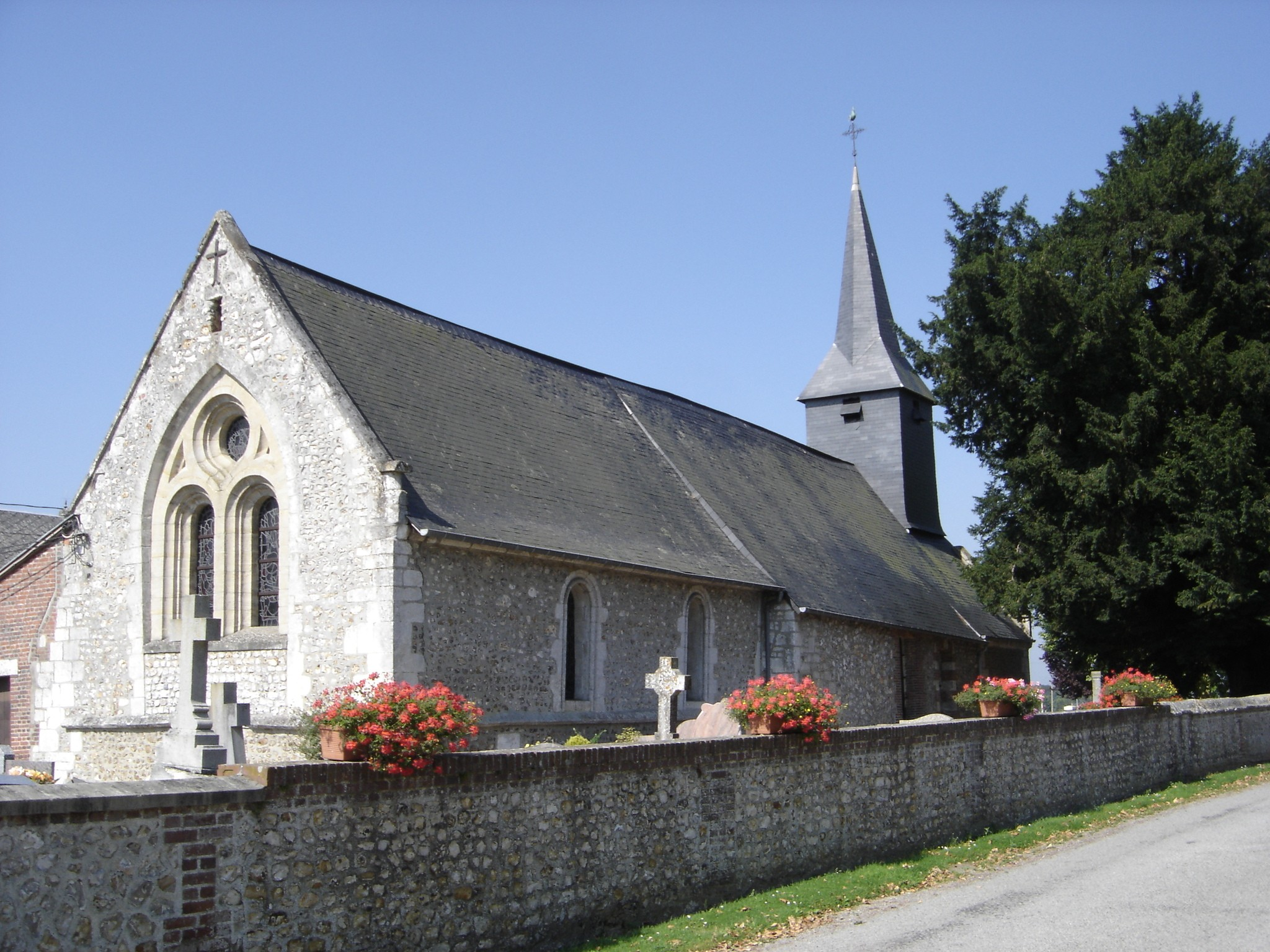
Kirche Saint-Thibaut-et-Saint-Mards